# Кризата на психоанализата
Кризата на психоанализата (на английски: The Crisis of Psychoanalysis) е книга от 1970 г. на немския психоаналитик Ерих Фром. На български език е издадена през 2003 г. от издателство „Захарий Стоянов“. Книгата съдържа есета писани в годините между 1932 и 1969 г., като само Кризата на психоанализата, Значението на теорията за майчиното право за настоящето и епилога са писани специално за книгата. В тази книга Фром публикува на английски език ранни свои ръкописи на немски език, които според него представляват „най-пълното и адекватно представяне на теоретическата основа, на която почива моята по-късна работа върху този предмет“, а именно „взаимовръзката между психологическите и социологическите фактори“.

## Книгата
- Ерих Фром, Кризата на психоанализата, издателство „Захарий Стоянов“, 2003, ISBN 954-739-373-1